# Rhopalomeces sericeus
Rhopalomeces sericeus là một loài bọ cánh cứng trong họ Cerambycidae.